# Hockey Club Castiglione 1981-1982
Questa voce raccoglie le informazioni riguardanti l'Hockey Club Castiglione nelle competizioni ufficiali della stagione sportiva 1981-1982.

## Maglie e sponsor
Lo sponsor ufficiale per la stagione 1981-1982 fu la Eurogest.
| 1ª divisa |

## Rosa
| N° | Naz.                 | Ruolo      | Sportivo                       |  |  |  |
| -- | -------------------- | ---------- | ------------------------------ |  |  |  |
|    | Italia (bandiera)    | Attaccante | Gerardo Gaeta (1955)           |  |  |  |
|    | Italia (bandiera)    | Esterno    | Lenzi                          |  |  |  |
|    | Argentina (bandiera) | Attaccante | José Antonio Martinazzo (1960) |  |  |  |
|    | Italia (bandiera)    | Esterno    | Muzzi                          |  |  |  |
|    | Italia (bandiera)    | Portiere   | Mauro Pierini (1955)           |  |  |  |
|    | Italia (bandiera)    | Esterno    | Rizzi                          |  |  |  |
|    | Italia (bandiera)    | Esterno    | Romani                         |  |  |  |
|    | Italia (bandiera)    | Esterno    | Rosi                           |  |  |  |

- Allenatore:  ?